# Rock uruguaio
O rock uruguaio é a expressão da música rock realizada no Uruguai. Ela difere de outros estilos, como normalmente é influenciada por gêneros musicais do próprio país, como o candombe ou a murga uruguaia, assim como também por gêneros próprios da região do Rio da Prata, como o tango ou a milonga. Desta fusão de ritmos, podendo ser em maior ou menor medida, surge o rock uruguaio, estilo musical que tem adquirido no decorrer dos anos uma identidade própria que o caracteriza.
Embora o país tenha uma população pequena e distante dos centros culturais do mundo, a música rock do país, que sempre teve uma identidade forjada a partir de uma mistura de diferentes culturas (especialmente, Argentina e Brasil, devido à proximidade) e peculiaridades locais, cruzando diferentes gêneros e estilos, foi  em grande parte um segredo bem guardado fora da região. Graças à Internet e fácil acesso a bibliotecas de música através de serviços de streaming: como o Spotify, isso está mudando agora.

## O início: 1950 - 1975

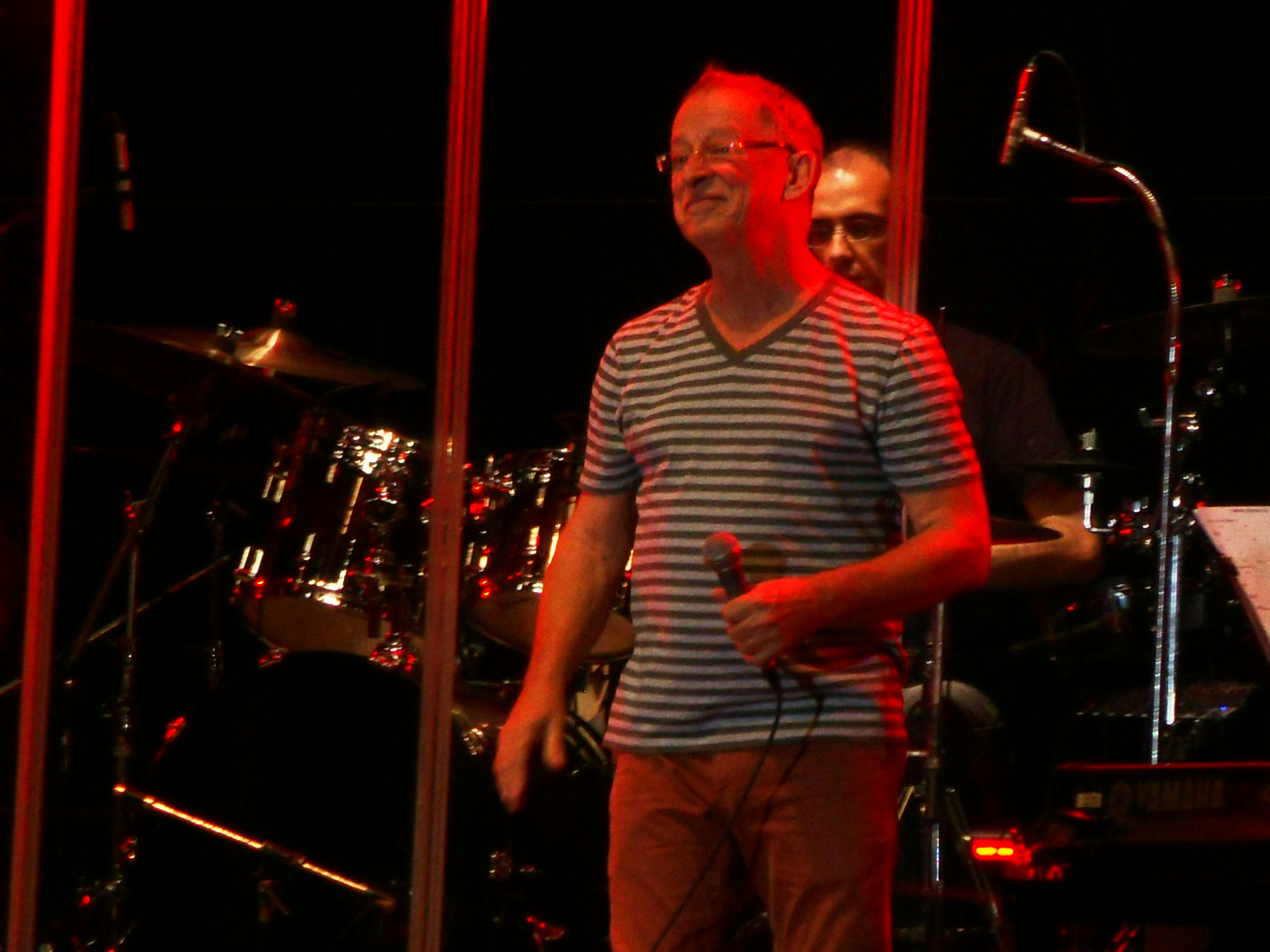
Hugo Fattoruso em 15 de dezembro de 2013, em Mendoza. É considerado como um dos pioneiros do rock uruguaio.

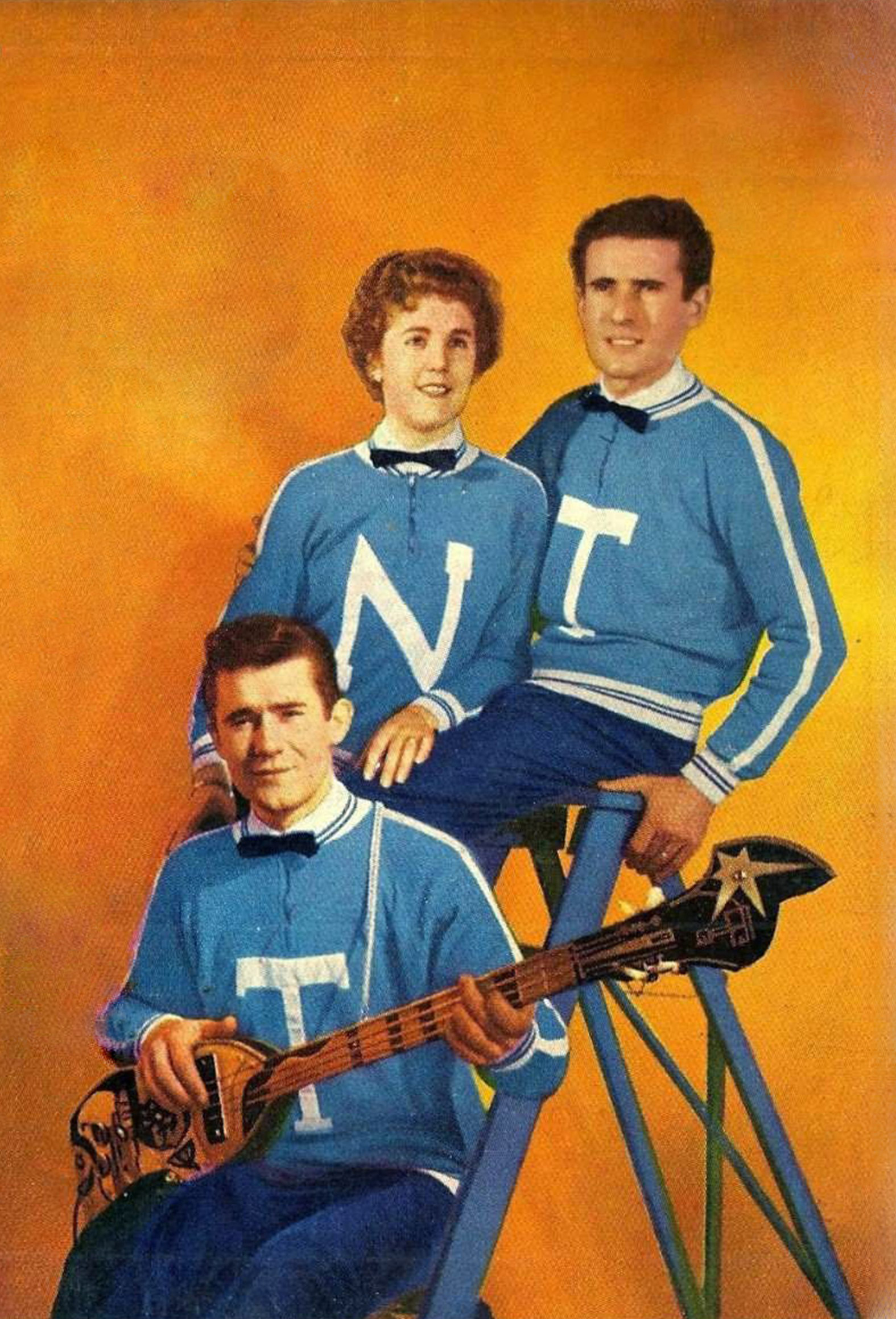
O trio Los TNT em 1960. Foi o primeiro trio vocal-instrumental de rock and roll.

As primeiras bandas de rock do Uruguai surgiram na década de 1950, como resultado do movimento mundial Rock and Roll dedicado aos jovens, que surgia nos Estados Unidos e chegava ao Uruguai através da Rádio e do Cinema com artistas como Buddy Holly, Carl Perkins, Chuck Berry, Elvis Presley, Little Richard. Bill Haley e os Comets visitam Montevidéu e atuam no Cinema Plaza.
As primeiras bandas de rock do Uruguai surgiram nos últimos anos, em resposta a este fenômeno internacional. Foram formados grupos, mas muitos não foram capazes de passar da fase de ensaios ou shows em clubes do bairro. No entanto em 1953, os três irmãos Croatto de La Paz, formaram o grupo Los TNT inspirando-se no nascente rock-pop italiano. Naqueles anos era difícil conseguir equipamentos para tocar, pois não havia livre importação. O simples fato de ter um amplificador, um baixo ou qualquer equipamento que "tocasse" determinava a inclusão em um grupo. Na década de 1960 o movimento de rock do Uruguai aparece e cresce rapidamente. Músicos e bandas destacados dos anos 60 são: Los Delfines, Kano y los Bulldogs, Los Iracundos, Los Shakers, Los Mockers, Sexteto Electrónico Moderno, El Kinto, Los Moonligths, Sindykato.
Hugo e Osvaldo Fattoruso não conformados com o sucesso na América do Sul de seu grupo Los Shakers, e busca expandir seu horizonte musical, tomam seu portfólio com elementos fundidos de jazz e candombe e partem para Nova York, onde eles formam Opa em 1969, onde registram os discos Goldenwings e Magic Time.
Na década de 1970 e, por vezes, mais difusão através de álbuns e performances aparecem nomes como Eduardo Mateo, Opa, Totem, Psiglo, Opus Alfa, Days of Blues, Hojas, Grupo Génesis, Jesus Figueroa, SOS de Rubén Rada, Urbano Moraes, Gastón Ciarlo, Carlos Canzani, Grupo 03, Siddhartha, José Pedro Beledo, Luz Roja, Jaime Roos, Eduardo Darnauchans, Heber Piriz, Jorginho Gularte, entre outros.
...Como não tínhamos grana para comprar instrumentos, realizamos várias apresentações grátis em troca de três violões Sonny Boy e um pequeno aparelho. Eram fabricados pelo Palacio e eram muito pesados e duríssimos. A gente ficava com as mãos cheias de calos. Pelín tirou o braço de um e o colocou em outra madeira, assim, sem trastes.— Osvaldo Fattoruso.
Como difusores de todo este movimento, podemos citar os programas "Discodromo Show" apresentado por Rubén Castillo e "La Carreta" por Carlos Martin, entre outros.

## Los Shakers

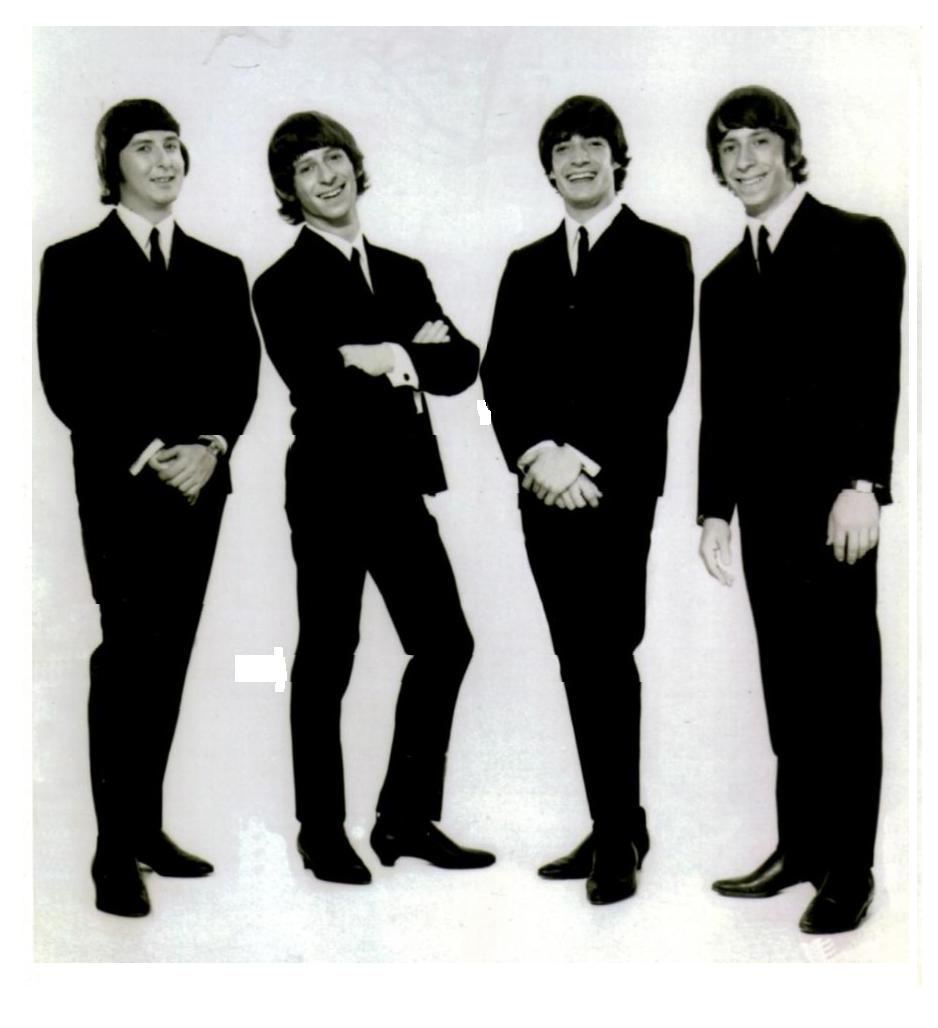
Los Shakers, banda reconhecida em todo o mundo. Foto de 1965, Buenos Aires.

Los Shakers - Grupo criado a meados dos anos 60, composto por Hugo Fattoruso (guitarra, teclados, harmônica, vocal), Osvaldo Fattoruso (guitarra e vocal), Roberto "Pelín" Capobianco (baixo, bandoneón, vocal) e Carlos "Caio" Vila (bateria e vocal) grande influência dos Beatles, eles cantavam em inglês - sendo as músicas e letras compostos por eles mesmos.  Embora se possa argumentar que parecia uma "cópia" dos gênios de Liverpool, é um grupo que tem uma identidade e qualidade de suas composições que soube conquistar vários países da América do Sul, sendo referentes para muitos músicos Argentinos (como Charly García, por exemplo) e Uruguaios.